# 고에너지 천문학
고에너지 천문학은 고 에너지 파장의 전자기파를 방출하는 천체에 대하여 연구하는 천문학의 한 분야이다. 여기에는 X선 천문학, 감마선 천문학, 극 자외선 천문학, 중성미자 천문학, 우주선 연구 등이 포함되어 있다. 이러한 현상에 대한 물리적 연구를 고에너지 천체물리학이라고 한다.
이 분야에서 일반적으로 연구하는 천체로는 블랙홀, 중성자별, 활성 은하핵, 초신성, 킬로노바, 초신성 잔해, 감마선 폭발 등이 있다.

## 임무 명칭
고에너지 천문학을 연구하는 우주 기반 또는 지상 기반 망원경으로는 다음의 것들이 있다.
- AGILE (인공위성)
- Alpha Magnetic Spectrometer
- Pierre Auger Observatory
- 고에너지 전자·감마선 관측장치
- 찬드라 엑스선 관측선
- 페르미 감마선 우주망원경
- High Altitude Water Cherenkov Observatory
- High Energy Stereoscopic System
- IceCube
- INTEGRAL
- MAGIC
- NuSTAR
- 스위프트 감마선 폭발 임무
- TA
- XMM-Newton
- VERITAS (감마선 관측소)